# 50 Ans
Pour plus de détails, voir Fiche technique et Distribution.
50 Ans est un film canadien réalisé par Gilles Carle, sorti en 1989.

## Synopsis
Ce court métrage célèbre les 50 ans de l'Office national du film du Canada à travers des extraits de films produits par l'agence culturelle.

## Fiche technique
- Titre : 50 Ans
- Réalisation : Gilles Carle
- Musique : François Dompierre
- Montage : Suzanne Allard
- Production : Éric Michel
- Société de production : Office national du film du Canada
- Pays :  Canada
- Genre : Documentaire
- Durée : 3 minutes
- Dates de sortie : 
  -  Canada : 1989

## Distinctions
Le film a reçu la Palme d'or du court métrage lors du Festival de Cannes 1989.